# Im Schatten der Netzwelt

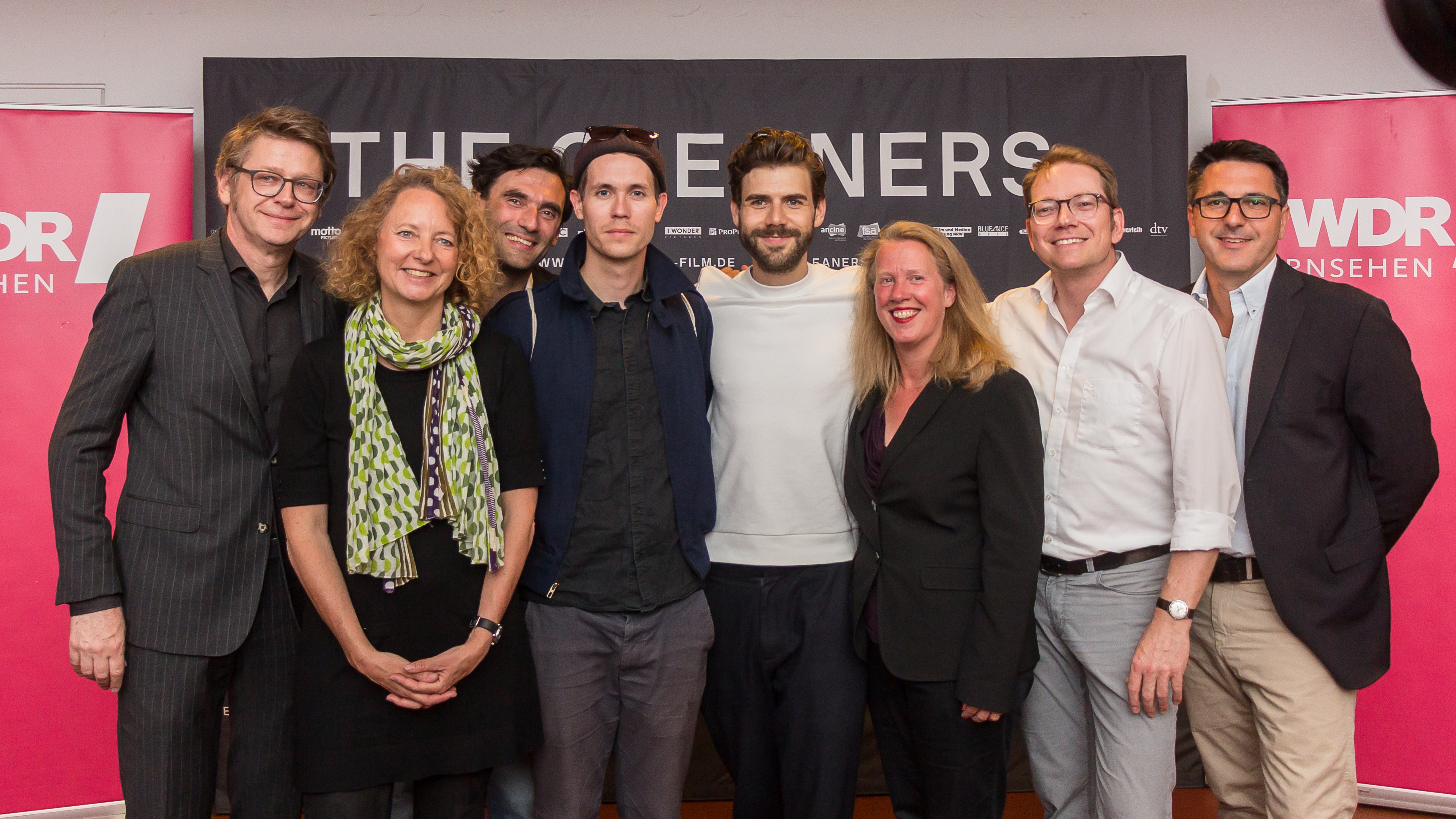
NRW-Filmpremiere „The Cleaners - Im Schatten der Netzwelt“ im Filmforum Museum Ludwig (2018)

The Cleaners (Im Schatten der Netzwelt) ist ein Dokumentarfilm aus dem Jahr 2018, der von Content-Moderatoren auf den Philippinen handelt, die Inhalte in sozialen Netzwerken löschen.

## Handlung
Der Film handelt von Content-Moderatoren, die bei Facebook, YouTube und Twitter arbeiten und kontrollieren, was im Internet stehen darf und was entfernt werden muss (digitale Müllhalde). Ihre Aufgabe ist es, täglich Medieninhalte wie Texte, Videos und Bilder zu beobachten und auszuwerten und diese, wenn nötig, zu löschen oder zu sperren.
Teils handelt es sich dabei um anstößige, brutale, dramatische, pornografische und gewalttätige Inhalte, die die meisten Menschen niemals sehen und auch nicht sehen wollen oder dürfen, weil sie illegal sind. Die Mitarbeiter sind dabei vielen traumatischen und anderen psychologischen Belastungen ausgesetzt, müssen sich schnell in die Umgebung eingewöhnen und haben nur wenige Sekunden Zeit, Entscheidungen zu treffen. Ein Großteil mit rund 150.000 Menschen arbeitet in Manila auf den Philippinen, wo für einen Lohn von drei US-Dollar pro Tag ca. 25.000 Inhalte von einer Person gesichtet werden. Die jungen Filipinos haben mit Geldsorgen in einer überfüllten Stadt zu kämpfen und nehmen deswegen diese Jobs an. Viele der Content-Moderatoren sind katholische Christen und tun dies unter anderem, um die Sünden der Welt auf sich zu nehmen.
Außerdem zeigt die Dokumentation, wie soziale Netzwerke für Fake News, Internetzensur und Manipulation genutzt werden und welche Rolle dabei die Content-Moderatoren spielen.

## Produktion und Veröffentlichung
Produziert wurde der Film von der Gebrueder beetz filmproduktion, Grifa Filmes, dem Westdeutschen Rundfunk, dem Norddeutschen Rundfunk, dem Rundfunk Berlin-Brandenburg, VPRO Television und I Wonder Pictures. Den Kinovertrieb in Deutschland übernahm der Farbfilm Verleih und in den Niederlanden Periscoop Film. Der DVD-Vertrieb wurde von Farbfilm Home Entertainment und Lighthouse Home Entertainment übernommen. Außerdem wurde der Film von weiteren Organisationen und Vereinen unterstützt. So stellte die Film- und Medienstiftung NRW z. B. 90.000 Euro zur Verfügung.
Regie führte Hans Block und Moritz Riesewieck. Die Kameraführung übernahmen Axel Schneppat und Max Preiss. Das Drehbuch schrieben Hans Block, Moritz Riesewieck und Georg Tschurtschenthaler.
Am 17. Mai 2018 wurde der Film erstmals in den deutschen Kinos ausgestrahlt. Zuvor wurde er bereits auf der re:publica 2018 gezeigt. Am 21. August 2018 wurde der Film erstmals im Fernsehen, auf dem Fernsehsender Arte ausgestrahlt. Am 11. September wurde der Film in der ARD ausgestrahlt.
Der Film kann kostenfrei in der Mediathek der Bundeszentrale für politische Bildung angesehen werden.

## Rezeption

### Kritiken
The Cleaners zeigt die dunklen Seiten des Internets wie Kriminalität, Folter, Terrorismus und Kindesmissbrauch und die Menschen, die diese Inhalte entfernen.
Der Film lässt den Zuschauer kritisch darüber reflektieren, ob die Welt durch soziale Netzwerke wirklich besser wird, und zeigt, wie schwer es ist, alle Inhalte im Internet zu kontrollieren, und wie deprimierend und grausam die Welt im Verborgenen ist. Es wird deutlich, wie die Fassade einer zerbrechlichen Utopie von den großen Konzernen aufrechterhalten wird.
Er zeigt außerdem, wie die großen Konzerne hinter den sozialen Netzwerken ihre digitale Verantwortung in den Philippinen für Niedriglöhne outsourcen, um sich dieser zu entziehen. Dabei werden die Sichtung der Bild- und Videoinhalte und die damit einhergehenden Emotionen und Erlebnisse aus den Perspektiven vieler verschiedener Personen erzählt und es wird auch das Gespräch mit Experten und Managern wie Mark Zuckerberg, einem IT-Fachmann der UN und einem ehemaligen Manager von Google gesucht. Außerdem wird gezeigt, wie das Weltgeschehen und die Menschheitsgeschichte dadurch in Vergessenheit geraten und es schwerer wird, die Ereignisse zurückzuverfolgen, z. B. bei kriegerischen Auseinandersetzungen und Gewalttaten.
Weltweit gibt es mehrere hunderttausend Content-Moderatoren, die für die Löschung von Inhalten zuständig sind, wobei die Dunkelziffer groß ist. Auch Länder wie Deutschland sind davon nicht ausgeschlossen.

### Nominierungen und Auszeichnungen
| Veranstaltung                                              | Preis                            | Für                                      | Resultat  |
| ---------------------------------------------------------- | -------------------------------- | ---------------------------------------- | --------- |
| Adelaide Film Festival                                     | International Documentary Award  | Beste Dokumentation                      | Nominiert |
| Dokufest International Documentary and Short Film Festival | Human Rights Award               | Human Rights Dox                         | Nominiert |
| International Film Festival and Forum on Human Rights      | Gilda Vieira de Mello Award      | Creative Documentaries Competitio        | Gewonnen  |
| It’s All True - International Documentary Film Festival    | Honorable Mention                | International Competition                | Gewonnen  |
| Jerusalem Film Festival                                    | In Spirit for Freedom Award      | Beste Dokumentation                      | Nominiert |
| Thessaloniki Documentary Film Festiva                      | Amnesty International Award      | Hans Block, Moritz Riesewieck            | Nominiert |
| Moskau Film Festival                                       | Preis                            | bester Dokumentarfilm                    | Gewonnen  |
| Sundance Film Festival                                     | Jurypreis                        | World Cinema - Documentary               | Nominiert |
| Santiago International Film Festival                       | Jurypreis                        | International Feature Length             | Nominiert |
| Prix Europa                                                | Preis                            | Best European TV Documentary of the Year | Gewonnen  |
| Grimme-Preis 2019                                          | Publikumspreis der Marler Gruppe |                                          | Gewonnen  |
| Katholischer Medienpreis                                   | Elektronische Medien             | Hans Block, Moritz Riesewieck            | Gewonnen  |
| Cinema for Peace Gala (2019)                               | Cinema for Peace Award           | Most Valuable Documentary of the Year    | Nominiert |